# ناحية غلبهار
ناحية غلبهار (بالفارسية: بخش گل‌بهار) هي ناحية في مقاطعة تشناران، محافظة خراسان رضوي، إيران. حسب إحصاء 2016، بلغ عدد سكان الناحية 66321 فردا في 20164 عائلة. ليس بالناحية مدن لكن بها ناحيتان ريفيتان هما قسم غلمكان الريفي، وقسم بيزكي الريفي.